# Barylestis blaisei
Barylestis blaisei är en spindelart som först beskrevs av Simon 1903.  Barylestis blaisei ingår i släktet Barylestis och familjen jättekrabbspindlar.
Artens utbredningsområde är Gabon. Inga underarter finns listade.